# 숲멧토끼
숲멧토끼(Lepus europaeus)는 토끼과에 속하는 포유류의 일종이다. 유럽과 아시아 서부 지역의 토착종이다.